# Kabinett Takeshita (Umbildung)
| Amt                                                                                              | Name                                                   | Partei  | Faktion              |
| ------------------------------------------------------------------------------------------------ | ------------------------------------------------------ | ------- | -------------------- |
| Premierminister                                                                                  | Takeshita Noboru                                       | LDP     | (Takeshita)          |
| Justizminister                                                                                   | Hasegawa Takashi Takatsuji Masami ab 30. Dezember 1988 | LDP —   | Abe —                |
| Außenminister                                                                                    | Uno Sōsuke                                             | LDP     | Nakasone             |
| Finanzminister                                                                                   | Murayama Tatsuo                                        | LDP     | Miyazawa             |
| Bildungsminister                                                                                 | Takeo Nishioka                                         | LDP     | Miyazawa             |
| Gesundheits- und Sozialminister zuständig für das Rentenproblem                                  | Jun’ichirō Koizumi                                     | LDP     | Abe                  |
| Minister für Landwirtschaft, Forsten und Fischerei                                               | Tsutomu Hata                                           | LDP     | Takeshita            |
| Minister für Internationalen Handel und Industrie                                                | Hiroshi Mitsuzuka                                      | LDP     | Abe                  |
| Verkehrsminister zuständig für den Neuen Internationalen Flughafen                               | Shinji Satō                                            | LDP     | Takeshita            |
| Postminister                                                                                     | Kataoka Seiichi                                        | LDP     | Nakasone             |
| Arbeitsminister                                                                                  | Niwa Hyosuke                                           | LDP     | Kōmoto               |
| Bauminister                                                                                      | Hikosaburō Okonogi Takeshita Noboru ab 2. Juni 1989    | LDP LDP | Nakasone (Takeshita) |
| Innenminister Vorsitzender der Nationalen Kommission für Öffentliche Sicherheit                  | Sakano Shigenobu                                       | LDP     | Takeshita            |
| Chefkabinettssekretär                                                                            | Keizō Obuchi                                           | LDP     | Takeshita            |
| Leiter der Behörde für Management und Koordination                                               | Kanemaru Saburō                                        | LDP     | Abe                  |
| Leiter der Behörde für die Entwicklung Okinawas Leiter der Behörde für die Entwicklung Hokkaidōs | Sakamoto Chikao                                        | LDP     | Kōmoto               |
| Leiter der Verteidigungsbehörde                                                                  | Tazawa Kichirō                                         | LDP     | Miyazawa             |
| Leiter des Wirtschaftsplanungsamts                                                               | Harada Ken Kōichirō Aino ab 25. Januar 1989            | LDP LDP | Takeshita Takeshita  |
| Leiter der Behörde für Wissenschaft und Technologie                                              | Miyazaki Moichi                                        | LDP     | Miyazawa             |
| Leiter der Umweltbehörde                                                                         | Aoki Masahisa                                          | LDP     | Nakasone             |
| Leiter der Behörde für Staatsland                                                                | Utsumi Hideo                                           | LDP     | Takeshita            |

Anmerkung: Der Parteivorsitzende und Premierminister gehört während seiner Amtszeit offiziell keiner Faktion an.